# Źródła (Miękinia)
Źródła (deutsch: Borne) ist ein Ort in der Stadt- und Landgemeinde Miękinia (Nimkau) im Powiat Średzki der Woiwodschaft Niederschlesien in Polen.
Borne war 1757 einer der Schauplätze der Schlacht bei Leuthen. 

## Geographie
Źródła liegt drei Kilometer südlich von Miękinia an der Landesstraße 94. Im Westen des Dorfes liegt Środa Śląska (Neumarkt in Schlesien) und etwa 20 Kilometer östlich Breslau.

## Geschichte

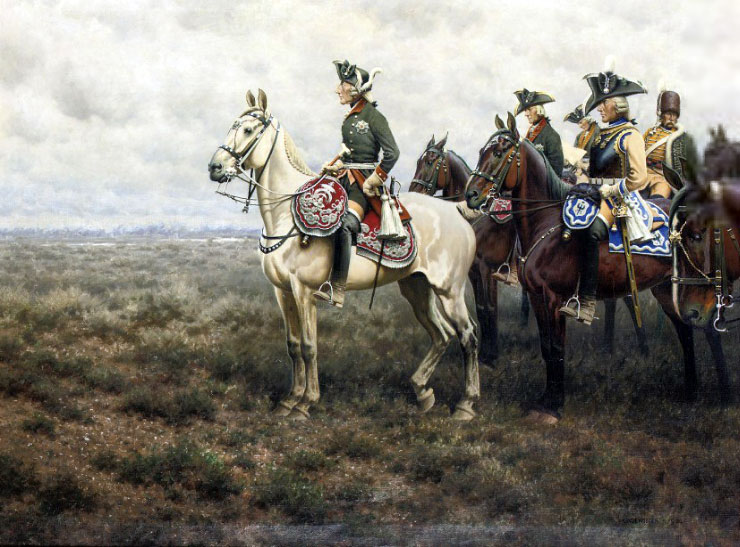
Friedrich der Große auf dem Borner Hügel in der Schlacht von Leuthen (Gemälde von Hugo Ungewitter)

Borne gehörte von Anfang an zum Herzogtum Breslau, das nach dem Tod des Herzogs Heinrich VI. 1335 als erledigtes Lehen an Böhmen fiel. Erstmals erwähnt wurde es Jahr 1278 in einer Urkunde des Herzogs Heinrich IV., die im Zusammenhang mit der 1220–1230 erbauten Heiligen-Kreuz-Kirche stand. Im Breslauer Zehntregister Liber fundationis episcopatus Vratislaviensis aus dem Jahre 1305 ist Borne als Dorf nach Deutschem Recht mit 27 kleinen Häuslern erfasst. Ein Breslauer Dokument von 1349 berichtet von der Existenz eines nicht genehmigten Gasthauses in Borne, gegen dessen Wirt eine Geldstrafe in Höhe eines Jahreseinkommens verhängt wurde.
Seit der Reformation diente die Kirche ab 1563 den evangelischen Gläubigen als Gotteshaus.
Im Dreißigjährigen Krieg (1618–1648) wurde Borne wie zahlreiche andere Dörfer und Städte in Schlesien nahezu völlig zerstört. Zahlreiche Einwohner kamen ums Leben oder flohen. Insgesamt starb während des Krieges rund ein Drittel der schlesischen Bevölkerung.
Am Vorabend der Schlacht bei Leuthen 1757 wurden in Borne Kaiserliche Truppen stationiert. Am Morgen des 5. Dezember 1757 gegen 4 Uhr wurde der Ort von der Preußischen Armee angegriffen und nach kurzem Kampf eingenommen. Anschließend konnte Friedrich der Große von dort aus die Kaiserliche Armee und ihre Standorte beobachten und die Schlacht planen.
Borne gehörte zum Landkreis Liegnitz; 1818 wurde es dem Landkreis Neumarkt eingegliedert. In der topographischen Übersicht Schlesiens von 1845 ist neben dem Dorf noch ein Gutshof Borne aufgeführt. Neben dem dazugehörigen Herrenhaus wird auch eine evangelische Schule erwähnt. Die Bevölkerung Bornes war neben der Landwirtschaft in mehreren Handwerksbetrieben tätig. Im Dorf eine Brennerei, eine Ziegelei, eine Schmiede, Textilindustrie sowie eine Mühle.
In den 1930er Jahren hatte Borne um die 440 Einwohner. Danach stieg die Einwohnerzahl rasant, sodass das Dorf 1940 bereits 479 Einwohner hatte.
Als Folge des Zweiten Weltkriegs fiel Borne 1945 mit dem größten Teil Schlesiens an Polen und wurde in Źródła umbenannt. Die deutschen Einwohner wurden – soweit sie nicht schon vorher geflohen waren – vertrieben. Die neu angesiedelten Bewohner waren teilweise Zwangsumgesiedelte aus Ostpolen, das an die Sowjetunion gefallen war.
Heute hat der Ort noch etwa 400 Einwohner. An historischen Bauten ist neben der renovierten Kirche und ihrer Verteidigungsmauer aus dem 13. Jahrhundert nur das wiederaufgebaute Herrenhaus erhalten; alle anderen heutigen Gebäude entstanden erst ab dem 20. Jahrhundert.

## Sehenswürdigkeiten

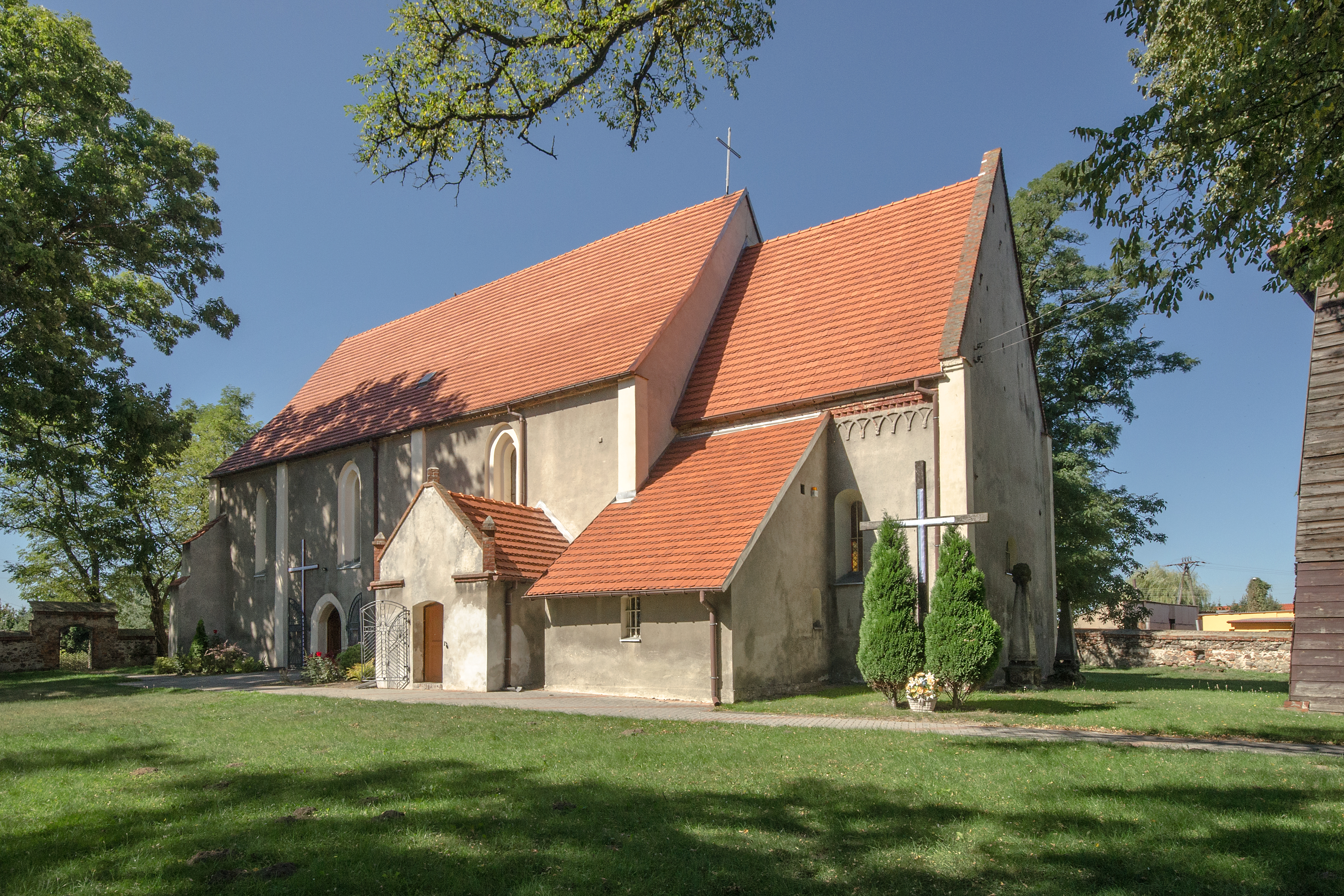
Kirche Borne

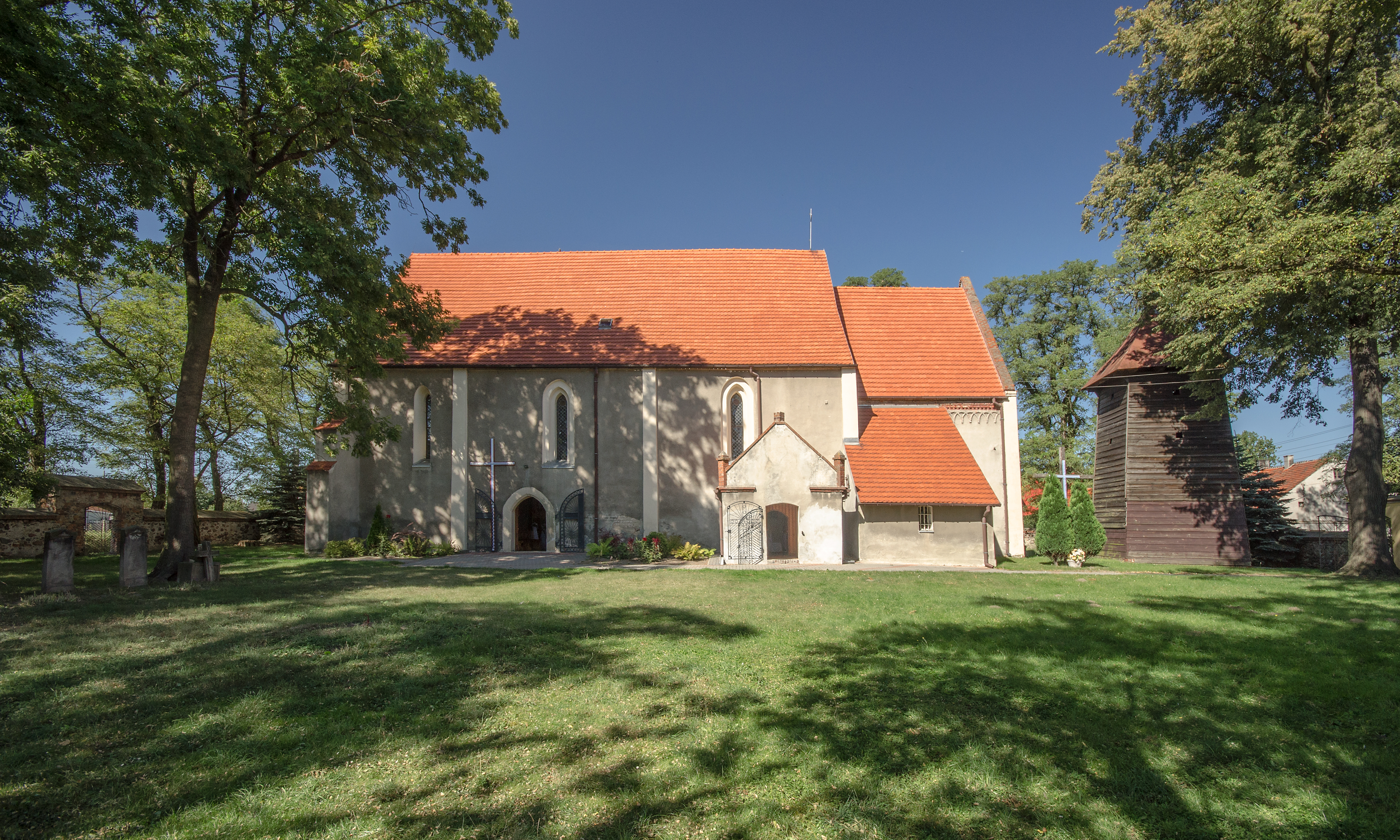
Die Kirche mit dem hölzernen Glockenturm (rechts)

- Die im Jahr 1230 fertiggestellte spätromanische Kirche zum Heiligen Kreuz[9] wurde im 16. Jahrhundert um eine Vorhalle vergrößert, verlor im 18. Jahrhundert jedoch ihre Apsis. Rund um die Kirche befindet sich ein Friedhof, der von einer Verteidigungsmauer mit vier runden Türmen an den Ecken umgeben ist.[2] Im 18. Jahrhundert wurde ein freistehender hölzerner Glockenturm angebaut. Die heute verwendete bronzene Kirchenglocke stammt ebenfalls aus dem 18. Jahrhundert.[1] Außer dem Sakramentshaus aus Sandstein aus dem Jahr 1519 ist in der Kirche ein manieristischer Hauptaltar mit Kruzifix erhalten. Des Weiteren finden sich einige Grabsteine aus den Jahren von 1580 bis zum Ende des 17. Jahrhunderts.[10] In den Jahren 1968 bis 1970 wurde die Kirche renoviert.
- Das Herrenhaus[6] und der zugehörige Gutsbezirk befinden sich im Süden des Dorfes.[11] Im Jahr 1774 wurde es von der Familie von Carmer gekauft.[1] So war unter anderem im 19. Jahrhundert das spätere Mitglied des Preußischen Herrenhauses Friedrich von Carmer-Borne Gutsbesitzer in Borne. Ebenfalls im 19. Jahrhundert wurde das Gebäude renoviert, die Form sowie die Mauern des Erdgeschosses sind heute noch in ihrer ursprünglichen Form erhalten. Die auf Archivfotos sichtbare Fassadendekoration im Stil der Neorenaissance ist nicht mehr vorhanden. Das Gebäude wird heute als Wohnhaus genutzt.
- Im südlichen Bereich des Herrenhauses wurde 1860 ein 1,5 Hektar großer Park angelegt, dessen Grundriss jedoch durch Neubauten im 20. Jahrhundert zerstört wurde. Heute stehen neben einer Kastanienallee noch einige Hainbuchen und Linden im vormaligen Schlosspark.
- 1933 wurden vom Leuthener Schlachtfeldverein fünf Merksteine auf dem historischen Boden der Schlacht bei Leuthen aufgestellt. Der Merkstein in Borne hat die Aufschrift:[12]

„Ein Reitergefecht im Morgengrauen,

war hier am Leuthentage zu schauen.

Da täten die Preußen mit wuchtigen Streichen

Die blutige Schuld von Kolin begleichen.“

## Persönlichkeiten
- Carl Robert Tielsch (1815–1882) begründete 1845 die Porzellan-Manufaktur C. Tielsch & Co.